# Office du Reich au Travail
L'office du Reich au Travail était un ministère de l'Empire allemand créé en 1918 et chargé de la politique du travail. Le responsable de l'office porte le titre de « secrétaire d'État ».

## Secrétaires d'État
| Secrétaire d'État à l'office du Reich au Travail |                |                 |
| Nom                                              | Début          | Fin             |
| Gustav Bauer                                     | 4 octobre 1918 | 13 février 1919 |

## Sources
- (de) Cet article est partiellement ou en totalité issu de l’article de Wikipédia en allemand intitulé « Reichsarbeitsamt » (voir la liste des auteurs).